# Last Day of Summer (Summer Walker)
Last Day of Summer è il mixtape di debutto della cantante statunitense Summer Walker, pubblicato il 19 ottobre 2018 dalle etichette discografiche LoveReinassance e Interscope Records.

## Singoli
Il 5 aprile 2018 è stato pubblicato il primo singolo estratto dal progetto, CRL. Il 26 luglio è stata la volta del secondo singolo Girls Need Love, che è stato remixato in collaborazione con il rapper Drake il 10 febbraio 2019.

## Accoglienza
Il mixtape è stato accolto positivamente dalla critica. Scrivendo per DJBooth, Donna-Claire Chesman ha apprezzato la sua grande quantità di emozioni. Chuck Ramos di Ones to Watch ha commentato Last Day of Summer dicendo che «è un album che mostra le abilità della talentuosa cantante come cantautrice. È una rappresentazione trasparente dei suoi pensieri sugli argomenti di fiducia, dubbio, amore e femminilità».

## Tracce
Testi e musiche di Summer Walker e Arsenio Archer, eccetto dove indicato diversamente.
1. BP – 1:49
2. Talk Yo Shit – 0:39
3. Girls Need Love – 2:20
4. CPR – 3:23 (Summer Walker, Jacob Gamboa)
5. Smartwater – 2:24
6. Deep – 1:32
7. Baby – 1:28
8. I'm There – 1:54 (Summer Walker, Tim Maxey, Arsenio Archer)
9. Karma – 3:08
10. Prayed Up – 2:48 (Summer Walker, Tim Maxey, Arsenio Archer)
11. Shame – 2:46 (Summer Walker, Thym Appleboom)
12. Just Like Me – 4:10

Tracce bonus nell'edizione streaming
1. Girls Need Love (con Drake) (Remix) – 3:42 (Summer Walker, Arsenio Archer, Aubrey Graham)

## Classifiche
| Classifica (2019) | Posizione massima |
| ----------------- | ----------------- |
| Canada            | 44                |
| Stati Uniti       | 72                |